# Экстраполяции
«Экстраполяции» (англ. Extrapolations) — американский драматический сериал-антология, созданный Скоттом Бёрнсом для Apple TV+. Премьера сериала состоялась 17 марта 2023 года.

## Сюжет
Сериал-антология, рассказывающий о последствиях изменения климата на планете с различных точек зрения через взаимосвязанные истории.

## В ролях
- Мерил Стрип — Ева Ширер
- Сиенна Миллер — Ребекка Ширер
- Кит Харингтон — Николас Билтон
- Эдвард Нортон — Джонатан Шопен
- Дайан Лэйн — Марта Рассел
- Давид Диггз — Маршалл Цукер
- Тахар Рахим — Эзра Хаддад
- Яра Шахиди — Кармен Джалило
- Мэттью Риз — Джуниор
- Джемма Чан — Наташа Альпер
- Дэвид Швиммер — Харрис Голдблатт
- Адарш Гурав — Гаурав
- Кери Рассел — Оливия Дрю
- Марион Котийяр — Сильвя Боло (2 эпизода)
- Форест Уитакер — Август Боло (2 эпизода)
- Эйса Гонсалес — Элоди
- Мюррей Бартлетт — Ариэль Тёрнер
- Индира Варма — Гита Мишра
- Тоби Магуайр — Ник (2 эпизода)
- Хари Неф — Анна
- Хизер Грэм — Ханна
- Майкл Гандольфини — Роуэн Шопен
- Черри Джонс — президент Элизабет Бурдик
- Джадд Хирш — Дэвид Голдблатт (3-й эпизод)
- Бен Харпер
- Неска Роуз
- Девика Бхисе — Лола
- Эйми Маллинз — госсекретарь Гарретт
- Питер Ригерт — Бен Цукер
- Шериен Дабис — Лина
- Мария Маэстро — Мариам Круз
- Тара Саммерс (6-й эпизод)

## Эпизоды
| № | Название                                                  | Режиссёр          | Автор сценария                                  | Дата премьеры  | Зрители в США (млн) |
| - | --------------------------------------------------------- | ----------------- | ----------------------------------------------- | -------------- | ------------------- |
| 1 | «2037: Легенда о вороне» «2037: A Raven Story»            | Скотт Бёрнс       | Скотт Бёрнс                                     | 17 марта 2023  | н/д                 |
| 2 | «2046: Падение кита» «2046: Whale Fall»                   | Скотт Бёрнс       | Скотт Бёрнс                                     | 17 марта 2023  | н/д                 |
| 3 | «2047: Пятый вопрос» «2047: The Fifth Question»           | Грегори Джейкобс  | Скотт Бёрнс, Руби Рай Шпигель, Грегори Джейкобс | 17 марта 2023  | н/д                 |
| 4 | «2059, часть I: Лицо Бога» «2059 Part I: Face of God»     | Эллен Курас       | Скотт Бёрнс                                     | 24 марта 2023  | н/д                 |
| 5 | «2059, часть II: Ночные птицы» «2059 Part II: Nightbirds» | Ричи Мета         | Скотт Бёрнс, Раджив Джозеф                      | 31 марта 2023  | н/д                 |
| 6 | «2066: Лола» «2066: Lola»                                 | Скотт Бёрнс       | Скотт Бёрнс, Сара Нолен                         | 7 апреля 2023  | н/д                 |
| 7 | «2068: Прощальная вечеринка» «2068: The Going Away Party» | Николь Холофсенер | Неизвестно                                      | 14 апреля 2023 | н/д                 |
| 8 | «2070: Экоцид» «2070: Ecocide»                            | TBA               | Неизвестно                                      | 21 апреля 2023 | н/д                 |

## Производство
В январе 2020 года стало известно, что Скотт Бёрнс разрабатывает сериал-антологию об изменении климата, который вскоре будет заказан Apple TV+. В декабре был официально утверждён сезон из десяти эпизодов.
Съёмки сериала начались в октябре 2021 года в Нью-Йорке под рабочим названием Gaia. Бёрнс выступил в качестве сценариста и режиссёра, а в главных ролях снялись Мерил Стрип, Сиенна Миллер, Кит Харингтон, Тахар Рахим, Мэттью Риз, Дэйвид Диггз, Джемма Чан, Дэвид Швиммер, Адарш Гурав, Форест Уитакер, Марион Котийяр, Тоби Магуайр и Эйза Гонсалес. Сериал будет состоять только из восьми эпизодов. В ноябре к актёрскому составу присоединились Эдвард Нортон, Индира Варма, Кери Рассел, Черри Джонс и Майкл Гандольфини. В январе 2022 года в актёрский состав вошли Мюррей Бартлетт, Яра Шахиди, Дайан Лейн и Джадд Хирш. В феврале 2022 года было объявлено, что Эллен Курас примет участие в режиссуре сериала.

## Восприятие
В своей рецензии для Киноафиши Ольга Корф пишет, что «„Экстраполяции“ — это захватывающая и уникальная киноброшюра, которая раскрывается на разделах, посвященных искусственному интеллекту, генной инженерии, изменению климата и политическим беспорядкам».
На сайте Rotten Tomatoes фильм имеет рейтинг 44 % основанный на 27 отзывах, со средней оценкой 5.8/10.